# Хархорин
Хархорин (монг. Хархорин?, ᠬᠠᠷᠠ ᠬᠣᠷᠢᠨ?) — город и сомон на севере аймака Уверхангай в Монголии. Хархорин является центром одноимённого сомона.
Население сомона составляет 12601 человек (2012), он разделён на 8 местных самоуправлений (баг), из которых 3 бага составляют собственно город Хархорин, а ещё пять — сельские территории сомона.
Население города Хархорина, составляет 8859 человек (2012) (в 2003 году оно составляло 8 977 человек), площадь города составляет 20,72 км².
Хархорин находится в долине реки Орхон, и является частью Всемирного наследия, входя в Культурный ландшафт долины реки Орхон. Город расположен у восточных предгорий Хангая, и здесь встречается холмистая степь.
Рядом находятся руины древнего города Каракорум, который с 1235 по 1260 годы служил столицей Монгольской империи при Угэдей-хане. Ещё одним важным объектом является монастырь Эрдэни-Дзу, рядом с которым находится фаллический Хархоринский камень. Археологическому и культурному наследию города посвящён местный музей «Хархорум».
Основными источниками дохода для Хархорина являются туризм и сельское хозяйство. Вода из реки Орхон служит для орошения сельскохозяйственных культур на большой равнине к востоку от города. Хархоринский аэропорт (KHR/ZMHH) имеет одну грунтовую взлетно-посадочную полосу и обслуживает регулярные рейсы из и в Улан-Батор.
Новая городская застройка непосредственно примыкает к руинам старого города. В 2004 году премьер-министр Монголии Элбэгдорж инициировал создание проектировочной комиссии, которая бы составила план новой застройки в обход руин. По его замыслу, город должен был восстановить свой столичный статус ко времени своего 800-летнего юбилея (прибл. в 2020 году). Однако, после его вынужденной отставки в 2006 году в пользу Энхболда из МНРП к этому проекту не возвращались. Не произошло это и после возвращения Элбэгдоржа к власти в 2009 года уже в качестве президента страны.

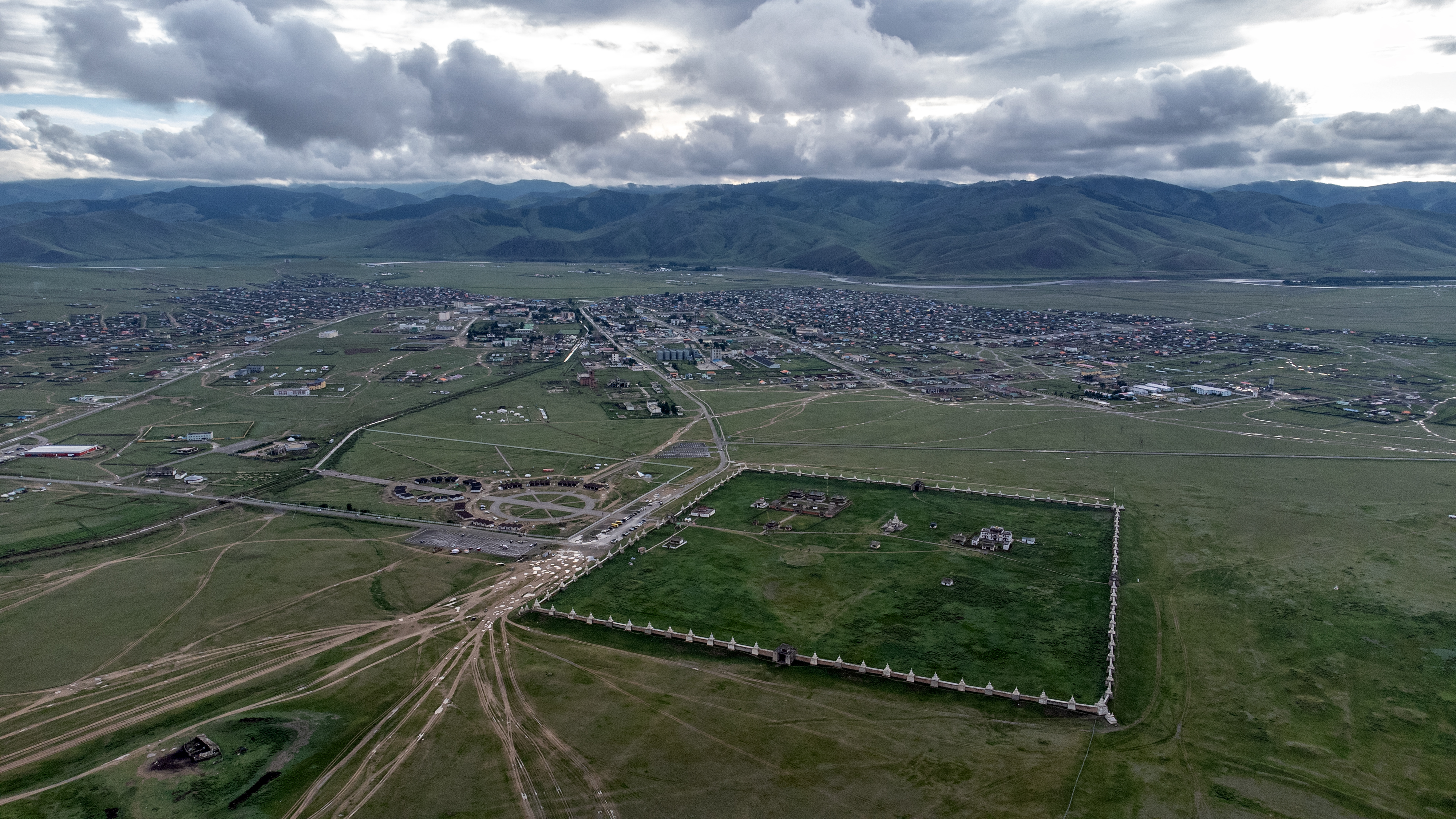
Панорама города (Июль 2023). На переднем плане буддийский монастырь Эрдэни-Дзу